# 24147 Stefanmuller
24147 Stefanmuller este un asteroid din centura principală de asteroizi.

## Descriere
24147 Stefanmuller este un asteroid din centura principală de asteroizi. A fost descoperit pe 14 noiembrie 1999 la Socorro, New Mexico, în cadrul proiectului LINEAR. Asteroidul prezintă o orbită caracterizată de o semiaxă mare de 2,37 ua, o excentricitate de 0,13 și o înclinație de 6,7° în raport cu ecliptica.